# フロントライン (映画)
『フロントライン』は、2025年6月13日に公開された日本映画。監督は関根光才、主演は小栗旬。
2020年2月に横浜港へ入港し、日本で初めて新型コロナウイルスの集団感染が発生した豪華客船ダイヤモンド・プリンセスを舞台に災害派遣医療チーム (DMAT)が奮闘する姿が描かれる。

## 製作
本作は実際の出来事をベースとした物語であるが、作中ラストでは、一部の出来事の時系列の入れ替えや、複数の人物の行動を1人に集約するなどの変更・脚色が行われていることが説明されている。

## あらすじ
2020年2月3日、横浜港に入港した豪華客船ダイヤモンド・プリンセス号の船内では、2019年に中国・武漢で発生した新型コロナウイルス感染症の集団感染が起きていた。神奈川県庁は対策本部を設置し、湘南市民病院救急部部長・神奈川県医療危機対策統括官で神奈川DMATを統括する医師の結城英晴へ、実働部隊としてDMATの出動を要請する。「やれることは全部やる」を信条とする結城はこの任務を受けることを決断する。
県庁に置かれた対策本部には、DMATの責任者として結城、厚生労働省医政局医事課・新型コロナウイルス対策センターから派遣された立松信貴らが参加する。一方船内には、結城と旧知の仲でDMAT事務局次長の仙道行義が責任者として乗り込み、岐阜DMATの医師・真田春人を始め各地から召集されたDMAT隊員らが客船クルーや検疫官と協力して実務に当たることになる。
日本国内に感染を持ち込まないことを第一とする厚生労働省の方針と、感染有無を問わず乗客らの命を最優先するDMATの方針は当初対立する。まずPCR検査陽性者を下船させ協力医療機関へ搬送する任務が開始されるが、仙道・結城の現場判断により陽性者ではなく重症者や呼吸器系の既往者などを優先する方針へと変更された。また、船内の患者の搬送には本来保健所からの入院勧告などの事務手続きが必要であるが、「ルールを破れないのならルールを変えられないのか」という結城の説得を受けた立松が、省内の根回しと一時的なハッタリを駆使して事後申請を可能とする柔軟な対応をみせ、搬送任務は進んでいく。
一定日数毎に外洋で排水作業を行うため出港しなければならないという制約や、既往症を持つ乗客らへの薬（糖尿病患者へのインスリンなど）の供給といった課題が次々と迫る中、DMAT隊員らは日に日に増える陽性者や発症者への対応に奮闘する。ダイヤモンド・プリンセス号フロントデスク・クルーとして勤務する羽鳥寛子は、同室の夫が重症で搬送された不安から精神的に衰弱するバーバラ・ブラウンを下船させられないかと働きかける。仙道・結城の熱意と立松の事後調整により、バーバラは下船し夫の入院する病院へ駆け付けることができた。
一方、対策開始当初に乗船し現場を目撃した感染症専門医・六合承太郎が「悲惨な状況を伝えたい」と船内の感染症対策状況を批判する告発動画をネット上にアップしたことで、現場のDMAT隊員やその家族は世間の冷たい目に晒され、勤務可能な隊員が激減するなどの実害も出始める。当初から客船の状況を報道し世論を煽っていた中央テレビ報道センターの轟、部下でニュースディレクターの上野舞衣らは動画に乗じてさらに報道を加熱させていくが、上野は現場の様子を見ていく中で轟の方針や自身の仕事に疑問を覚えるようになる。個人的に対策本部を訪問した上野は結城に「もう一度、この災害があったとして同じ対応をしますか？」と問いかける。完璧ではなくとも最善の対応だったと答える結城に上野は感化される。
船内隔離期間である14日が経過し、期間中検査陰性で発症しなかった乗客らは下船・帰宅が認められることとなる。一方無症状陽性者・濃厚接触者らはさらなる隔離が必要となるため船外での宿泊施設の確保が急務となるが、ここで愛知県の藤田医科大学病院が手を挙げ、開業前の病院施設を1棟丸ごと提供した。警察や自衛隊の車両提供・協力の元、東名高速道路経由で第1便の移送が実行され、立松はバスに同乗して直々に現場指揮を行った。上野は結城の頼みを受け、この移送をカメラで追いかけるのを辞める判断をする。藤田の施設に到着するまでに7名の容体が急変する事態が起きるが、同行した真田や船内からスマートフォンを介して通訳を務めた羽鳥、藤田医科大学医師の宮田ら一同の尽力により第1便の受け入れは何とか完了する。
同じ頃、有志として乗船し現場対応に当たっていたある医師が六合の動画の内容を一部訂正する文章をFacebookにアップロードしたことで世論が反転し始める。六合が動画を削除したことでDMAT隊員らへの批判も和らいだ一方、轟・上野らマスコミの報道姿勢に疑問が呈されることとなる。帰宅可能な乗客の下船が始まり、上野は幼い息子と共に乗船していた糖尿病患者である河村さくらにマイクを向ける。河村はテレビを通してクルーらの真摯な対応への感謝を伝える。
3月1日までに全ての乗員・乗客の下船が完了した。感染症の市中での流行が広まる中、仙道は北海道のクラスター発生現場へ向かって新たな任務に当たり、結城や立松も共にダイヤモンド・プリンセス号で培った知見とパイプを活かして引き続き新型コロナウイルスへの対応に身を投じていくこととなる。2022年2月には、DMATの活動要領に「新興感染症等のまん延時に、地域において必要な医療提供体制を支援し、傷病者の生命を守るため、厚生労働省の認めた専門的な研修・訓練を受けた災害派遣医療チームが日本DMATである」との一文が加えられた。

## キャスト

### 主要人物
結城英晴（ゆうき ひではる）
演 - 小栗旬
DMATの指揮官。目の前の乗客の命を優先して行動する。
立松信貴（たてまつ のぶたか）
演 - 松坂桃李
厚生労働省から派遣された役人。国内に感染を持ち込まないことを最優先とする。
真田春人（さなだ はると）
演 - 池松壮亮
DMAT隊員。岐阜に家族を残して駆けつける。
仙道行義（せんどう ゆきよし）
演 - 窪塚洋介
東日本大震災では結城とともに活動した。船内に乗り込み現場を指揮する。
羽鳥寛子（はとり ひろこ）
演 - 森七菜
ダイヤモンド・プリンセス号のクルー。船内で乗客たちの不安を取り除くため必死に働く。

### ダイヤモンド・プリンセス号の乗客
河村さくら
演 - 美村里江
6歳の息子と乗船した母親。

### 報道関係者
上野舞衣（うえの まい）
演 - 桜井ユキ
テレビ記者。ニュースディレクターとして船を追う。
轟
演 - 光石研
上野の上司で報道責任者。世論を煽り過熱報道を続ける。

### 医療従事者（外部）
宮田
演 - 滝藤賢一
病院の医師。下船した乗客の隔離を受け入れる。
六合承太郎
演 - 吹越満
感染症専門医。ダイヤモンド・プリンセス号船内の感染対策の実態を動画で発信する。

## スタッフ
- 監督 - 関根光才
- 企画・脚本・プロデュース - 増本淳[3][14]
- 製作 - バディ・マリーニ、木下直哉、山本大樹、黒川精一、勝股英夫、弓矢政法、五十嵐淳之[15]
- プロデューサー - 関口大輔、増子知希、玉田祐美子[15]
- 協力プロデューサー - 的場明日香[15]
- ラインプロデューサー - 大熊敏之[15]
- 撮影 - 重森豊太郎[15]
- 照明 - 中須岳士 [15]
- 録音 - 田辺正晴[15]
- 編集 - 本田吉孝[15]
- 音楽 - Steven Argila[15]
- 美術プロデューサー - 小林大輔[15]
- 美術デザイン - 飯塚洋行[15]
- アートコーディネーター - 竹田政弘[15]
- 装飾 - 石橋達郎[15]
- 衣装 - 牧亜矢美[15]
- ヘアメイク - 那須野詞[15]
- ポストプロダクションプロデューサー - 篠田学[15]
- VFXスーパーバイザー - 菅原悦史[15]
- カラリスト - 長谷川将広[15]
- 音楽プロデュース - 備耕庸[15]
- リレコーディングミキサー - 久連石由文[15]
- 音響効果 - 渋谷圭介[15]
- 監督補 - 関野宗紀[15]
- 助監督 - 木ノ本浩平、岩坪梨絵[15]
- 制作担当 - 松田憲一良[15]
- 制作プロダクション - リオネス[14]
- 配給 - ワーナー・ブラザース映画[14][15]
- 製作 -「フロントライン」製作委員会[14]

## エピソード
キャストはそれぞれモデルとなった人たち（キャスト節参照）と対面し、コミュニケーションを取り合った上で役作り、作品制作に取り組んだ。公開初日舞台挨拶の際にはモデルとなった人たちからキャスト1人1人に対して直接手紙が渡された。

## ノベライズ
「フロントライン」著者- 増本淳、2025年5月29日刊行（サンマーク出版）ISBN 978-4-7631-4181-1